# Luigi Barral
Luigi Barral (Meano, 23 marzo 1907 – Lione, 7 novembre 1962) è stato un ciclista su strada italiano naturalizzato francese nel 1949. Professionista e indipendente tra il 1929 al 1939, vinse il Giro di Campania 1931.

## Carriera
Corse per l'Olympia, la Bianchi, la francese Helyett-Hutchinson e la Legnano, distinguendosi come scalatore.
Ottenne le principali vittorie in corse disputate nella Costa Azzurra: due successi al Gran Premio di Nizza, quattro alla Mont Faron, cinque alla Nizza-Mont Agel. Vinse anche il Giro di Campania 1931 a tappe, a La Turbie nel 1935, la Marsiglia-Nizza nel 1936 e il Circuito Pirenaico nel 1937. Tra i piazzamenti, due podi al Giro di Lombardia: secondo nel 1933, battuto da Domenico Piemontesi, e terzo nel 1936. Fu nono al Tour de France del 1932, primo degli isolati, mentre al Giro d'Italia fu ottavo nel 1932 e decimo nel 1934.
A fine carriera prese la cittadinanza francese, il 4 febbraio 1949. Morì nel 1962 nel corso di una corsa ciclistica per veterani.

## Palmarès
- 1931

Classifica generale Giro di Campania
- 1932

Le Mont Faron-Ligne
- 1933

Nice-Mont Agel
- 1934

Nice-Mont Agel
Le Mont Faron-Ligne
- 1935

Circuit Justin Berta
Nice-Mont Agel
5ª tappa Grand Prix de Bone
La Turbie
- 1936

Nice-Mont Agel
Marseille-Nice
Grand Prix de la Victoire-Nice
Puy de Dome
- 1937

Nice-Mont Agel
Circuit des cols pyrénéens
Le Mont Faron-Ligne
- 1939

Le Mont Faron-Ligne

### Altri successi
- 1932

Grand Prix de Nice (Criterium)
- 1935

Grand Prix de Nice (Criterium)
Grand Prix de Grasse (Criterium)

## Piazzamenti

### Grandi Giri
- Giro d'Italia

1931: 34º
1932: 8º
1934: 10º
1937: 15º
- Tour de France

1932: 9º

### Classiche monumento
- Milano-Sanremo

1932: 5º
1934: 20º
- Giro di Lombardia

1929: 6º
1933: 2º
1936: 3º